# Адамс (револвер)
Дин-Адамс модел 1851, британски револвер капислар из 19. века. Први британски револвер који је ушао у масовну производњу. Његовим усавршавањем настао је револвер Бомонт-Адамс. Почев од 1867, велики број ових револвера је адаптиран за пуњење сједињеним метком и произведена је серија нових револвера острагана, који су од 1868. до 1880. били службено оружје британске војске и морнарице.

## Револвери капислари

### Развој
Након појаве првог Колтовог револвера (1835), Колтови револвери капислари (Колт морнарички револвер) су средином 19. века постали популарно оружје у Европи. У тежњи да се повећа брзина гађања, британски конструктор Виљем Адамс успео је да усклади запињање ороза и окретање добоша са радом обарача, тако да су се притискивањем обарача обављале сукцесивно три радњеː запињање ударача, окретање добоша и опаљивање метка. Тако је конструисан први револвер са обарачем двоструког дејства, Дин-Адамс модел 1851 (енгл. Deane-Adams M. 1851) са 5 метака, који је усвојен у наоружање официра и коњаника Британске империје и Британске источноиндијске компаније. Овај револвер масовно је коришћен у Кримском рату и Индијској побуни 1857.

### Карактеристике
Добош револвера пунио се спреда (барутом и куглом, који су набијани прстом код првих модела, или шипком, монтираном на полузи са леве стране цеви), а свака барутна комора имала је на задњој страни добоша сопствену шупљу брадавицу (сисак), на коју се монтирала каписла, која је активирана ударцем ороза. Ороз се запињао само притском на обарач - није имао ослонац за палац, пошто се није могао запети руком. Зато су ови револвери називани самонапињућим. Једном напуњени, могли су да испале свих 5 метака у добошу за мање од минут (за разлику од дотадашњих пиштоља капислара, који су испаљивали 1-2 метка у минуту), али је пуњење добоша трајало неколико минута.

### Употреба у борби
Ови револвери успешно су коришћени у Кримском рату (1853-1856) и Индијској побуни (1857). У својим писмима из Индије током Индијске побуне 1857, каснији фелдмаршал Фредрик Робертс писао је родитељима да га је његов нови револвер Дин&Адамс изневерио у првој борби (23. фебруара 1858, током битке за Лакнау), пошто ниједан метак није опалио током коњичке битке прса у прса, и једва се одбранио својим мачем. Потпуно разочаран у револвере, молио је да му уместо њега пошаљу два двоцевна пиштоља капислара.

## Револвери острагани
Почев од 1867, Адамсова компанија (енгл. Adams Patent Small Arms Company) почела је да прерађује постојеће револвере каписларе за пуњење сједињеним метком са централним паљењем (Боксер калибра 0,45 инча/11,4 мм) и паралелно је почела производња нових револвера острагана. 

### Марк I
Стари револвери капислари преправљени у острагане добили су име Адамс Марк I. Адаптација старих револвера капислара обухватала је неколико операцијаː
- замена добоша (добошем са барутним коморама отвореним отпозади, за 5 метака)
- замена ороза (орозом са ударном иглом)
- додавање резе (вратанца) за пуњење иза добоша са десне стране
- уклањање набијача
- додавање избацивача чаура, у облику шипке смештене у хоризонталној цевчици (рукаву) причвршћеној за предњи део рама револвера, испред добоша. Гурањем ове шипке уназад, празне чауре су се једне по једна избацивале кроз резу за пуњење.[4][7][8]

### Марк II
Упоредо са адаптацијом старих (такозваних Марк I), 1867. почела је производња нових револвера острагана, названих Адамс Марк II. Главна разлика у односу на адаптиране револвере био је добош са 6 метака и нешто усавршен избацивач чаура. Добош је био предугачак за сразмерно кратак метак, пошто је оквир револвера био наслеђен од старијих револвера капислара. Шипка за избацивање чаура била је причвршћена десно од цеви, док се раза за пуњење отварала у страну и нагоре.

### Марк III
Нови модел, Адамс Марк III, почео је да се производи 1872. Имао је нешто краћи добош и шипку за избацивање увучену у канал у осовини добоша, која се по потреби извлачила и ротирала удесно на јарму постављеном на предњој страни рама.  Сви ови револвери (адаптирани и нови острагани) су од 1872. до 1880. били усвојени као службено оружје британске војске и морнарице.

### Употреба у борби
Адамсови службени револвери, којима су били наоружани британски официри, подофицири и коњаници, масовно су коришћени у Англо-Зулу рату (1879). Употреба у пракси показала је да ови револвери нису прецизни на удаљеностима већим од 25 јарди, као и да Адамсов метак калибра 0,45 инча често не може да заустави јуриш снажно грађених противника у борби прса у прса. Зато је британска влада већ 1880. године усвојила нову, јачу муницију калибра 0,476 инча, и нови службени револвер типа Енфилд.